# はやて (列車)
はやては、東日本旅客鉄道（JR東日本）および北海道旅客鉄道（JR北海道）が東北新幹線・北海道新幹線の盛岡駅・新青森駅 - 新函館北斗駅間で運行している特別急行列車の愛称である。

## 概要
2002年12月1日に、長年盛岡駅を北の終着駅としていた東北新幹線が八戸駅へ延伸されるのにあたり、延伸区間を含む東京駅・仙台駅 - 八戸駅間をE2系10両編成により運行する列車として登場した。首都圏と仙台以北間における速達志向・指定席ニーズに応える形で、東京駅発着列車は全ての列車が大宮駅 - 仙台駅間を全駅通過とし最高速度275km/h運転を行い、かつ全席指定席で運行する東北新幹線の最速達列車として設定された。「はやて」運行開始にあたり、秋田新幹線「こまち」は盛岡駅以南の併結運転対象が「やまびこ」から「はやて」に替わり、「こまち」も全席指定席となった。以後、ダイヤ改正ごとに運行形態に変遷はあったものの、東京駅発着列車については「大宮駅 - 仙台駅間無停車」「275km/h運転」「全席指定席」の原則は守られ、「やまびこ」との差別化の目安とされた。また、盛岡駅以北で運転される列車は運行区間にかかわらず全て「はやて」とされ、仙台駅・盛岡駅発着の列車では自由席も設定された。
大きな転機となったのは2011年春のダイヤ改正時で、新青森駅発着（前年12月に延伸開業）の速達列車に320km/h運転の可能なE5系を投入し、これに「はやて」ではなく「はやぶさ」の名称を与えることとなった。これに伴い、「はやて」は最速達列車である「はやぶさ」を補完する列車との位置づけとなり、運行本数も「はやぶさ」への置き換えにより削減傾向となった。JR東日本は、E5系導入開始直後は東北新幹線のE5系への置き換え完了と同時に「はやて」の列車名を廃止する方針だったが、その後「E5系に複数の名称がつく可能性もある」として「はやぶさ」は最高速度300km/h以上で運行する列車に用い、E6系全編成投入完了以前にE3系と併結して最高速度275km/hで運行する列車には「はやて」を用いるとの見解も示していた（「はやて」と秋田新幹線「こまち」との併結運転は、2014年3月のダイヤ改正で終了している）。その後東京駅発着の定期列車はさらに削減され、2018年3月17日のダイヤ改正では下り1本のみとなり、2019年3月16日のダイヤ改正で東京駅発着「はやて」の定期列車としての設定が無くなった（ただし2019年には最繁忙期などに運行される臨時列車として東京駅・上野駅発着の「はやて」の設定が残っていた）。
2016年3月26日には北海道新幹線の新青森駅 - 新函館北斗駅間が開業し、東北新幹線との直通運転が開始され、最高速度320km/h運転を行わない盛岡・新青森 - 新函館北斗間の区間列車を「はやて」として運行している。
なお、突発的な事象が発生した際は盛岡以南に乗り入れる「はやて」が設定されるケースがある。

### 列車名の由来

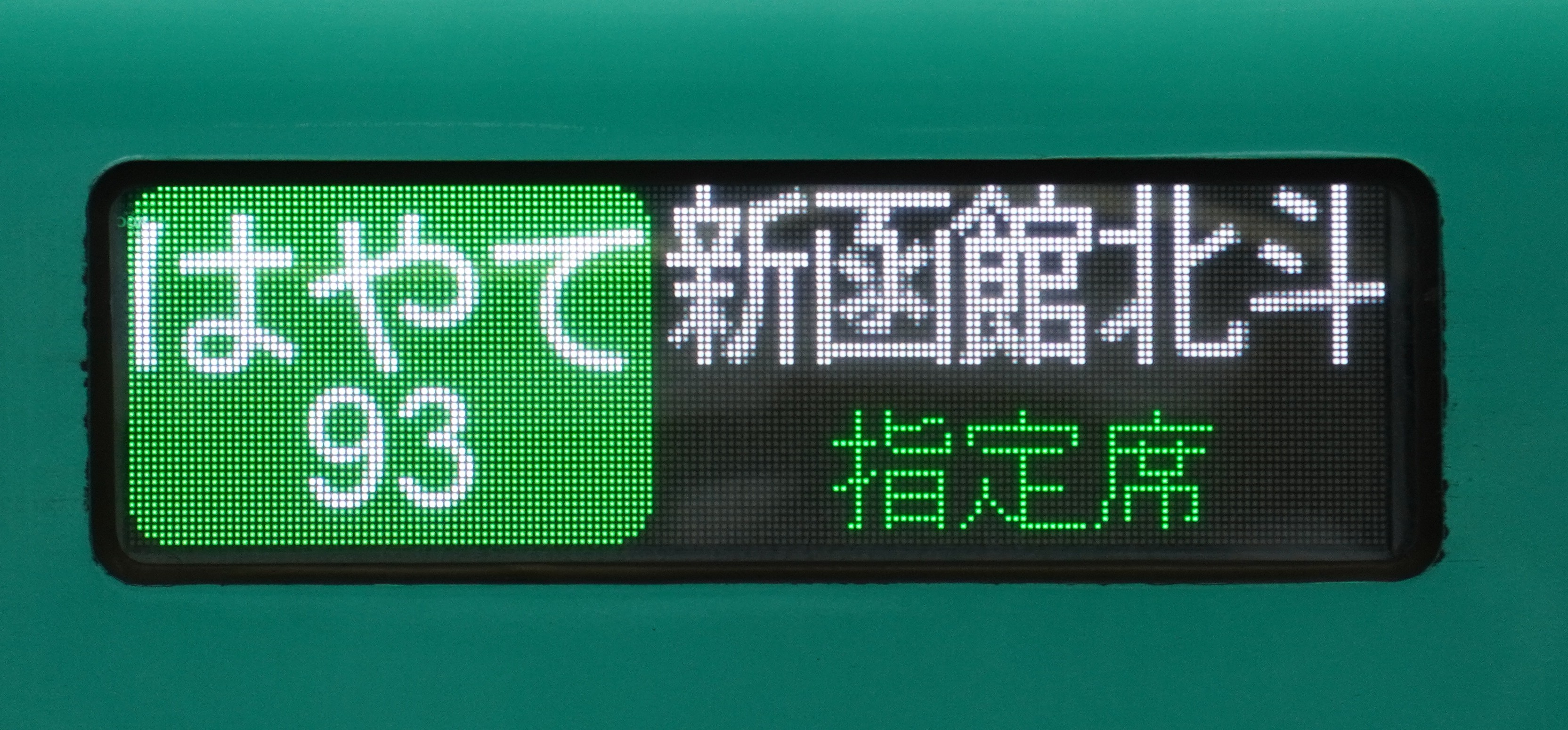
車両側面での表示

列車名は、運行開始当初、八戸駅で連絡していた「白鳥」・「スーパー白鳥」・「つがる」とともに公募で決定されたが、「はやて」という名称はトップ10に入っておらず、「みちのく」・「はつかり」などが上位であった。また、列車愛称を最初に採り入れた1929年の一般公募時より、東海道新幹線の愛称公募（4位）などで一般公募ランキングにたびたび浮上しながらも採用されなかった愛称を、この場に至って採用したことも論議の対象となった。これまで採用されなかったのは、「はやて（疾風）」が農作物に被害をもたらす風（やませなど）や疫病（赤痢など）の異名でもあるためといわれているが、将来の新青森駅延伸も視野に入れ斬新でスピード感を表す名称として、あえて採用された。

## 運行概況
定期列車としては盛岡駅 - 新函館北斗駅間に1往復（93・98号）、新青森駅 - 新函館北斗駅間に1往復（91・100号）が運転されている。どちらも下り列車は早朝、上り列車は深夜にのみ設定されている。

### 停車駅
盛岡駅 - 二戸駅 - 八戸駅 - 七戸十和田駅 - 新青森駅 - 奥津軽いまべつ駅 - 木古内駅 - 新函館北斗駅
- 運行区間内の通過駅はいわて沼宮内駅のみである。
- 東京駅 - 盛岡駅間の定期列車（101-112号）があった2019年3月までは東京駅・上野駅・大宮駅と仙台駅以北の各駅（仙台駅・古川駅・くりこま高原駅・一ノ関駅・水沢江刺駅・北上駅・新花巻駅・盛岡駅）に停車していた。

### 使用車両・編成
2021年3月現在、定期全列車で10両編成のE5系が使用されている。北海道新幹線開業時にはJR北海道がE5系とほぼ同仕様で製造したH5系も導入されたが、4編成のみで運用が限られるため、「はやて」での定期運用は設定されなかった。ただしJR北海道のホームページではH5系の使用列車として「はやて」も記載されている。
グランクラスおよびグリーン車指定席は各1両を連結する。グリーン車においては、グリーンアテンダントによるおしぼりとウェルカムドリンクサービスがあったが、2016年3月のダイヤ改正で廃止となった。
普通車は全車座席指定席である。満席の場合に限り立席特急券で利用できる（ただし、号車は指定される）ほか、「はやて」と「はやぶさ」のみが運転される盛岡駅 - 新青森駅間の各駅間に限り、空席に着席することができる特定特急券を発売している。かつては仙台駅以北区間で定期運行される列車に自由席も設定されており、仙台駅 - 盛岡駅間のみを利用する場合に限り、自由席特急券で普通車指定席の空席を利用できる特例も設定されていた。全車座席指定制は2003年10月改正までの東海道・山陽新幹線「のぞみ」と同様であったが、「のぞみ」と異なり、「はやて」「こまち」ではフルムーン夫婦グリーンパス（合計年齢が88歳以上の夫婦を対象とした、新幹線を含むJR全線グリーン車を利用可能な特別企画乗車券）やジャパンレールパスなどのJR全線乗り放題の乗車券類が利用可能である。ジパング倶楽部やレール&レンタカーきっぷなどのような運賃や特急料金が割り引かれる制度では「はやて」「こまち」特急料金は割引対象となっていたが、「のぞみ」のような他列車と異なる特急料金は設定されていない（「はやぶさ」では「はやて」や「やまびこ」などと異なる特急料金が設定されている）。
盛岡駅 - 新青森駅間については新幹線定期券「FREX」での利用も可能で、普通車の空席に着席することとなる。
かつてはE2系が用いられており、定期運用からの撤退後も東北新幹線内で完結する臨時列車には使用されることがあった。また盛岡駅以南を運行していた時代は、E2系とE3系を併結した16両編成もしくはE5系とE6系を併結した17両編成での運行もあった。

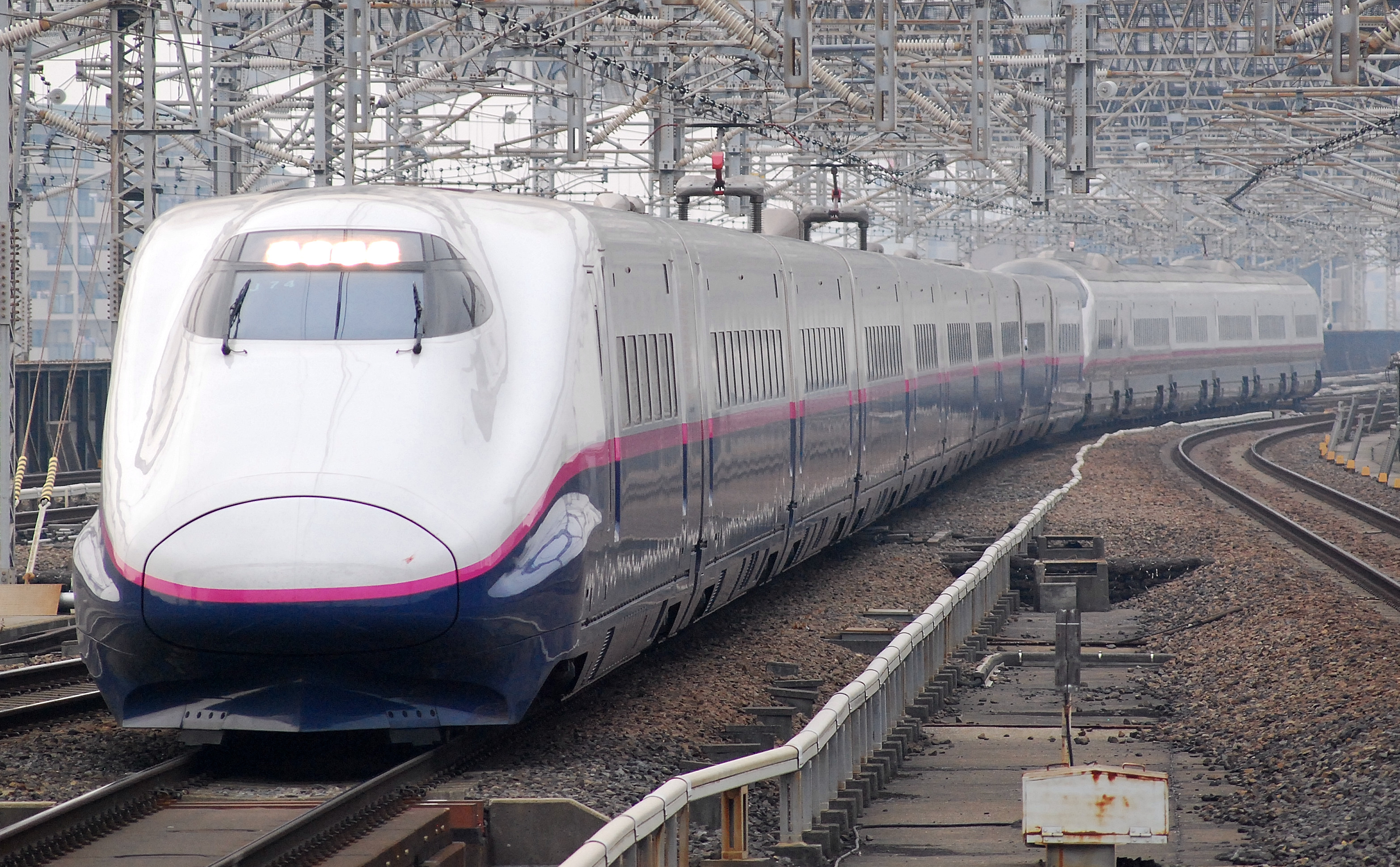
E3系の「こまち」と併結して16両編成で運転されるE2系の「はやて」
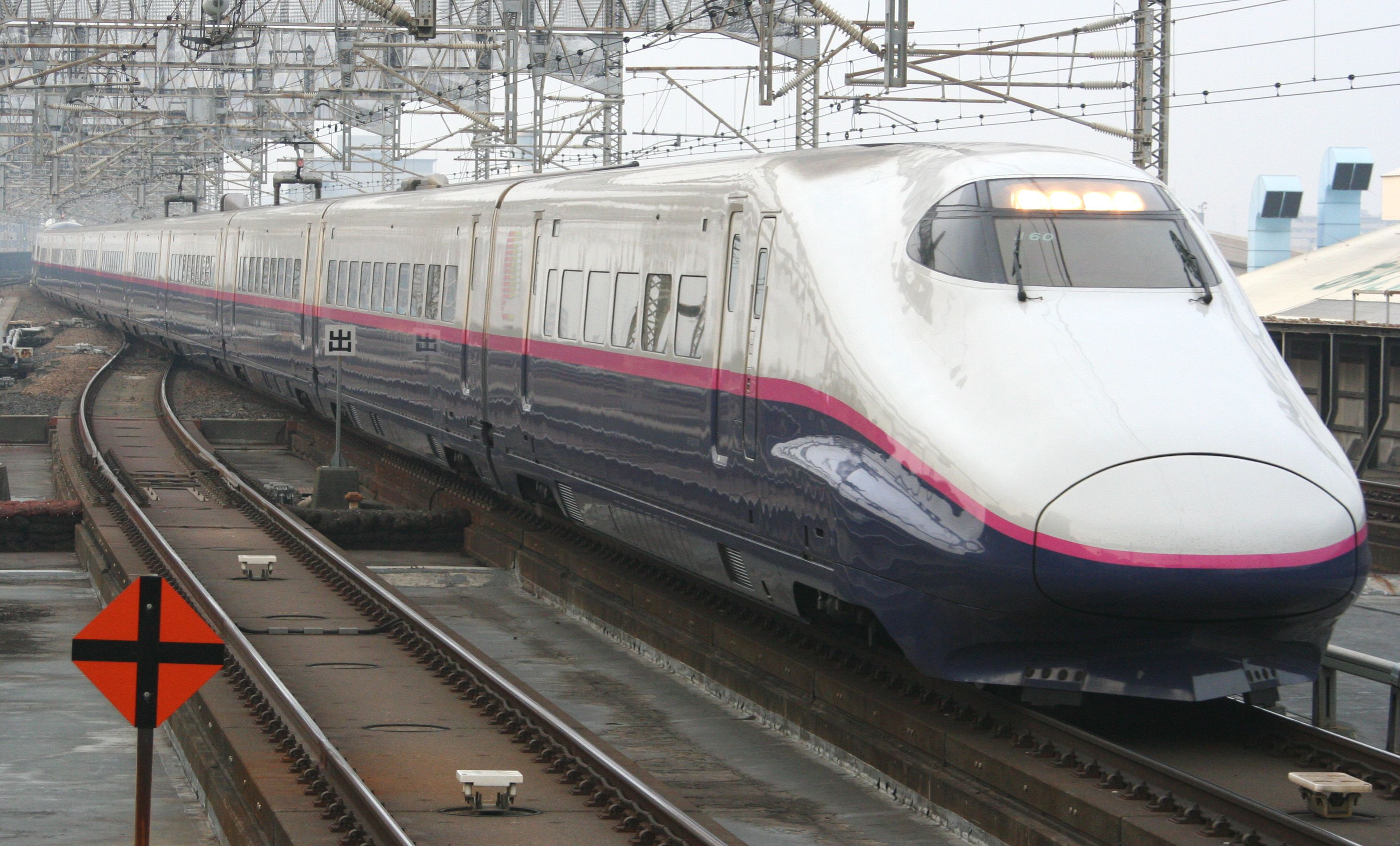
E2系単独の「はやて」

### 所要時間
- 東京駅 - 盛岡駅：2時間55分 - 3時間
- 盛岡駅 - 新函館北斗駅：2時間9分
- 新青森駅 - 新函館北斗駅：1時間6分

## 沿革
- 2002年（平成14年）12月1日：東北新幹線の八戸駅延伸により運転開始[JR東 1]。東京駅 - 八戸駅間15往復・仙台駅 - 八戸駅間1往復の運転で、東京駅・大宮駅（2号を除く）・仙台駅・盛岡駅と、一部列車が上野駅・古川駅・一ノ関駅・北上駅・いわて沼宮内駅・二戸駅に停車。
- 2003年（平成15年）：盛岡発八戸行きの「はやて271号」が運転開始。
- 2005年（平成17年）12月10日：ダイヤ改正により、東京駅 - 盛岡駅間の「はやて」が運転開始（速達「やまびこ」を全車指定席にして編入）。日中は「やまびこ」と「はやて」が仙台で乗り継げるダイヤとした[JR東 4]
- 2007年（平成19年）
  - 3月18日：全車両禁煙化。
  - 8月15日・16日：仙台発上野行きの臨時「はやて」を運転。上りでの仙台始発の列車は、「はやて」運行開始以来初めて。
  - 12月1日：東京発仙台行きの臨時「はやて」を運転。宮城県沖地震の特例以外では初の運転となった。
- 2008年（平成20年）3月15日：仙台発東京行きの「はやて」が定期運行開始。盛岡発の上り1本を臨時列車に変更。
- 2009年（平成21年）3月14日：東京発仙台行きの「はやて」が定期運行開始。また、上り一番列車である2号が大宮駅に停車し、「はやて」は全列車が大宮駅に停車となる。
- 2010年（平成22年）
  - 3月13日；12月3日：仙台発東京行き「はやて」と盛岡始発東京行き「やまびこ」が接続するダイヤに変更。
  - 12月4日：東北新幹線八戸駅 - 新青森駅間開業に伴い八戸駅発着の「はやて」を新青森駅まで延伸。盛岡駅発着で仙台駅 - 盛岡駅間各駅停車とした「はやて」を増発し、仙台駅発着の「はやて」1往復を廃止[JR東 5][JR北 2]。
- 2011年（平成23年）
  - 3月5日：「はやぶさ」が運転開始。「はやて」の新青森駅発着列車の時間帯を一部変更[JR東 6]。
  - 11月19日：「はやて」の東京駅 - 新青森駅間2往復、東京駅 - 盛岡駅間2往復をE5系に置き換え。同時にグランクラスの営業やE3系「こまち」との併結運転も開始[JR東 7]。
- 2012年（平成24年）
  - 3月17日：「はやて」の盛岡駅 - 新青森駅間1往復、仙台駅 - 新青森駅間1往復、東京駅 - 新青森駅間5往復をE5系に置き換え[JR東 8][JR東 9][JR東 10]。
  - 4月27日：「はやて」の東京駅 - 新青森駅間1往復をE5系に置き換え[JR東 8]。
  - 9月29日：「はやて」の東京駅 - 新青森駅間3往復、東京駅 - 盛岡駅間1往復をE5系に置き換え[JR東 11][JR東 12]。
- 2013年（平成25年）
  - 1月26日：「はやて」の東京駅 - 新青森駅間2往復をE5系に置き換え[JR東 13]。
  - 3月16日：ダイヤ改正に伴い、以下の通り変更[JR東 14][JR東 15][JR東 16]。
    - 新青森駅発着の定期「はやて」をE5系に統一。これにより、E2系の定期列車での青森県乗り入れが終了。
    - 盛岡駅・新青森駅発着の「はやて」4往復を「はやぶさ」に変更。
    - 一部のE5系使用列車で専任アテンダントによる車内サービスが省略され、座席のみの営業となる。これにより、対象列車のグランクラス料金が値下げされた。

  - 9月28日：ダイヤ改正に伴い、以下の通り変更[JR東 17][JR東 18]。
    - 新青森駅発着の「はやて」3往復を「はやぶさ」に変更。
    - 盛岡駅発着の「はやて」1往復でE6系の運用を開始。これにより、17両編成の「はやて」が設定される。
    - E2系とE3系0番台の併結による定期運用終了。
- 2014年（平成26年）3月15日：ダイヤ改正に伴い、以下の通り変更[JR東 19][JR東 20][JR東 21][JR東 22]。
  - 新青森駅発着の「はやて」を盛岡駅 - 新青森駅間の1往復のみに削減。
  - 東京駅 - 盛岡駅間（仙台駅 - 盛岡駅間は各駅停車）の「はやて」の一部列車を「はやぶさ」に編入。これにより、盛岡駅発着の「はやて」は3.5往復（下り3本・上り4本）のみとなり、E6系による定期運用終了。
  - 秋田新幹線「こまち」との併結運転を終了。
- 2015年（平成27年）3月14日：グリーンアテンダントによるサービスを廃止[JR東 23]。
- 2016年（平成28年）3月26日：ダイヤ改正に伴い、以下の通り変更[JR東 24]。
  - 北海道新幹線新青森駅 - 新函館北斗駅間の開業に伴い、盛岡駅・新青森駅 - 新函館北斗駅間の運転を開始。
  - 盛岡発東京行きの「はやて」2本を「はやぶさ」に編入。盛岡駅発着の「はやて」は2.5往復（下り3本・上り2本）となる。
  - 「はやて」98号・93号に設定されていた自由席を廃止。これにより、全ての定期列車では全車指定席となる。
- 2018年（平成30年）3月17日：ダイヤ改正に伴い、東京駅 - 盛岡駅間の「はやて」2往復を「はやぶさ」に編入。これにより、東京発盛岡行きの下り1本のみが「はやて」で残る[JR東 25][JR東 26]。
- 2019年（平成31年）3月16日：ダイヤ改正に伴い、以下の通り変更[JR東 27]。
  - 前年の改正で残っていた東京発盛岡行きの「はやて」を「はやぶさ」に編入。これにより、仙台・首都圏に乗り入れる「はやて」定期列車が消滅。
  - 青函トンネル内の最高速度を160km/hに引き上げ、所要時間を短縮。
  - 北海道新幹線区間（新青森駅 - 新函館北斗駅間）で車内販売を廃止[JR東 28]。東北新幹線区間（東京駅 - 新青森駅駅間）は飲料・菓子類・つまみ類のみの販売に縮小する。
- 2020年（令和2年）
  - 4月8日：JR東日本とJR北海道が、新型コロナウイルス感染症（COVID-19）の感染拡大防止のため、同年4月9日から5月31日まで車内販売およびグランクラスの指定席の発売、「はやて」のグランクラスの営業を中止することを発表[JR東 29][JR北 3]。
  - 4月14日：JR東日本とJR北海道が、COVID-19の感染拡大防止のため、同年6月1日から6月30日までグランクラスの指定席の発売を見合わせることを発表[JR東 30][JR北 4]。
  - 4月27日：JR東日本とJR北海道が、COVID-19の感染拡大の影響により、同年5月28日以降の全列車の指定席発売を見合わせることを発表[JR東 31][JR北 5]。
  - 5月13日：JR東日本とJR北海道が、COVID-19の感染拡大防止のため以下の措置の実施を発表。
    - 同年5月21日以降、同年5月28日以降の列車の指定席発売を再開[JR東 32][JR北 6]。
    - 同年7月1日以降も当面の間、グランクラスの指定席の発売を見合わせ[JR東 33][JR北 7]。
    - 利用客の減少に伴い、同年5月28日以降の定期列車の一部を運休し、臨時ダイヤによる運行を実施[JR東 32][JR北 6]。

  - 5月19日：JR東日本とJR北海道が、同年5月21日以降の指定席発売を延期することを発表[JR東 34][JR北 8]。
  - 5月22日：JR東日本とJR北海道が、国の緊急事態宣言が解除されたことを理由に、同年5月28日以降に計画していた臨時ダイヤによる運行の実施を取りやめ、定期列車の運行を継続することを発表[JR東 35][JR北 9]。ただし、グランクラスのサービス中止は当面の間継続[JR東 35][JR北 9]。
  - 6月19日：グランクラスの営業サービスを再開[JR東 36]。
- 2021年（令和3年）
  - 1月16日：JR東日本とJR北海道が、COVID-19の感染拡大防止のため、同日より当面の間グランクラス指定席の発売、車内販売、「はやて」のグランクラスの営業を中止することを発表[JR東 37]。
  - 3月13日：この日より東京発着の臨時「はやて」のグランクラスがシートのみの営業に変更される[JR東 38]。
- 2024年（令和6年）1月3日 - 4日：羽田空港の滑走路閉鎖に伴う欠航対応のため、新函館北斗発東京行きの臨時はやて546号を運転。首都圏に乗り入れる「はやて」の運行は約5年ぶりで、「はやて」による新函館北斗駅 - 東京駅の通し運転は今回が初。停車駅も新函館北斗駅 - 新青森駅 - 盛岡駅 - 仙台駅 - 大宮駅 - 上野駅 - 東京駅と「はやぶさ」の最速達列車とほぼ同じ停車駅となった。「はやて」の仙台駅以南での自由席設定も初であった[JR北 10][1]。